# 范昂
范昂（？—？），南阳順陽（今河南省淅川县李官桥镇）人，順陽范氏第六代。年輕時去世。其父范泰乃東晉末及南朝宋官員。有四弟均乃南朝宋官員，有范暠為宜都太守、范晏為侍中、光祿大夫、范曄為太子詹事及著有史學著作《後漢書》及范廣淵為撫軍咨議參軍、記室。

## 參看
- 順陽范氏